# Marcel Noebels

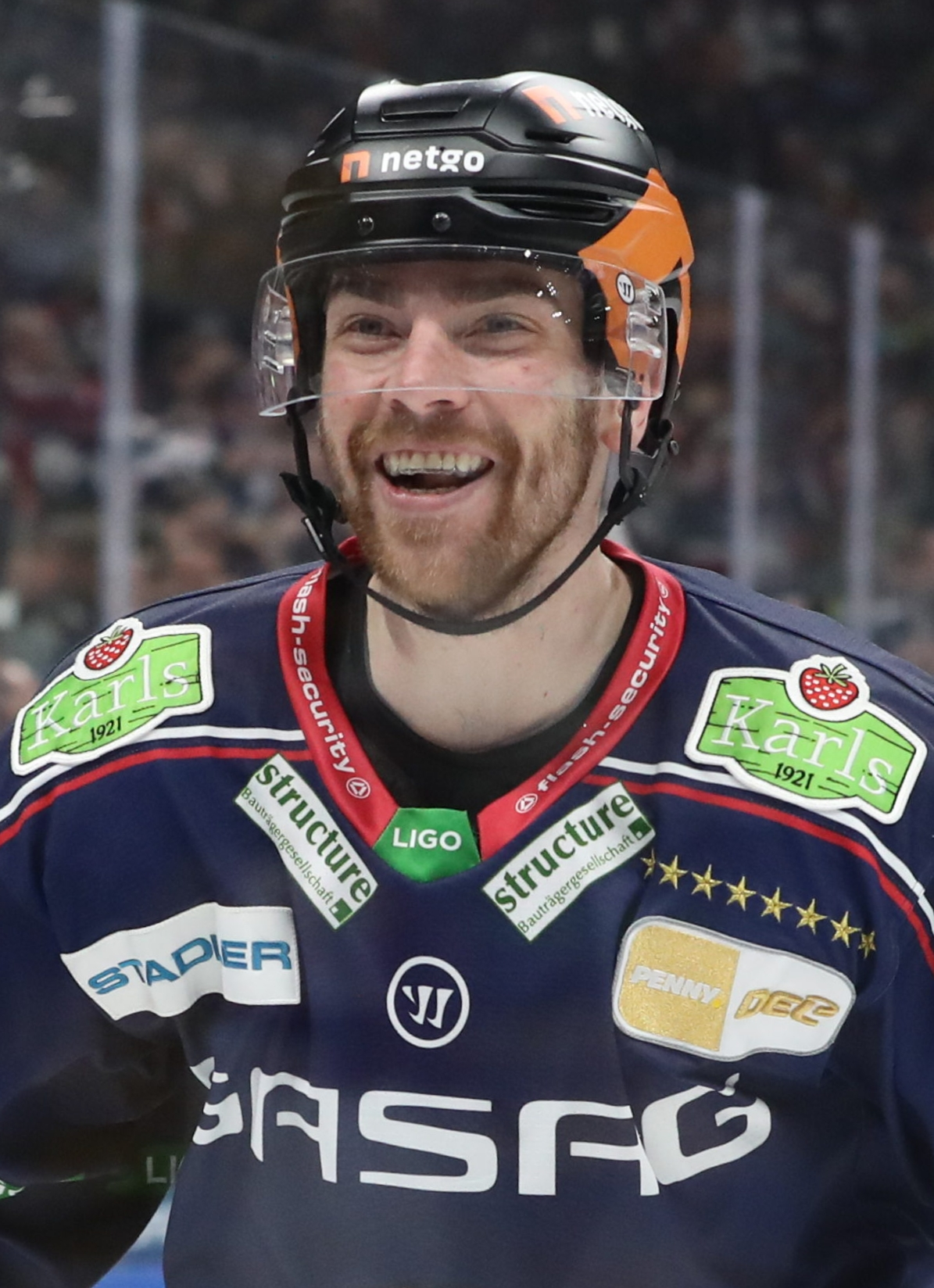
Marcel Noebels (2022)

Marcel Noebels, född 14 mars 1992 i Tönisvorst, Tyskland, är en tysk professionell ishockeyspelare (forward) som spelar för Eisbären Berlin i Deutsche Eishockey Liga.